# Blizzard of Ozz
Blizzard of Ozz è il primo album in studio del cantautore britannico Ozzy Osbourne, pubblicato il 20 settembre 1980 dalla Jet Records.

## Descrizione
Dopo il suo licenziamento dai Black Sabbath, Osbourne dà vita alla sua band, inizialmente chiamata come il disco in questione Blizzard of Ozz e in seguito semplicemente Ozzy Osbourne. La traduzione letterale è Bufera di Ozz e si basa sull'assonanza con The Wizard of Oz, il "Mago di Oz" del romanzo di Lyman Frank Baum e del film del 1939 con Judy Garland. Il cantante recluta il giovane chitarrista Randy Rhoads, il tastierista Don Airey, il batterista Lee Kerslake e il bassista Bob Daisley. Il disco contiene alcune delle canzoni più note di Ozzy, come Crazy Train, Mr. Crowley e Goodbye to Romance. A circa 23 anni dalla sua pubblicazione, datata 1980, Blizzard of Ozz ha venduto oltre 10.000.000 di copie in tutto il mondo.
Nel giugno del 2017 la rivista Rolling Stone ha collocato l'album alla nona posizione dei 100 migliori album metal di tutti i tempi.
Nella versione del 2002, dopo le battaglie legali di Lee Kerslake e Bob Daisley contro di lui per mancati diritti d'autore, Ozzy ha cancellato le parti strumentali dei due musicisti. Esse sono state ri-registrate dal bassista Robert Trujillo e dal batterista Mike Bordin.

### Blizzard of Ozz Tour

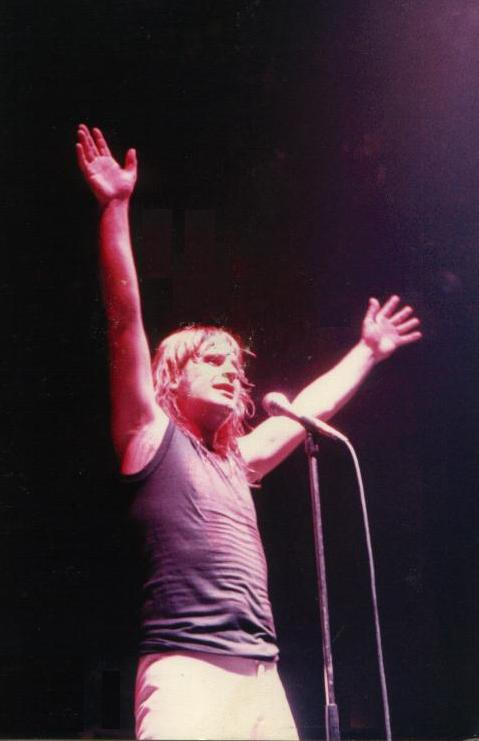
Ozzy durante il Blizzard of Ozz Tour a Cardiff nell'81 (prima tappa del tour in Regno Unito)

Ozzy Osbourne, prima della pubblicazione del disco, lanciò un tour promozionale iniziato il 12 settembre 1980, della durata di un anno.
Il tour comprendeva 121 spettacoli (4 poi annullati). La band iniziò il tour in Inghilterra, e fu accompagnata dalla band heavy metal Budgie. Dopo la fine della prima tappa nel Regno Unito, furono licenziati dalla band il bassista Bob Daisley e il batterista Lee Kerslake, subito sostituiti dal bassista Rudy Sarzo dei Quiet Riot e dal batterista Tommy Aldridge.
Durante il tour nordamericano Ozzy fu accompagnato anche dai Motörhead, ed insieme a loro Ozzy fece un breve ritorno nel Regno Unito per partecipare all'Heavy Metal Holocaust allo stadio Vale Park, il 1º agosto 1981, per poi ritornare negli Stati Uniti d'America per concludere il suo tour, accompagnato dai Def Leppard che stavano promuovendo il loro secondo album High 'n' Dry. Il Blizzard of Ozz Tour si conclude definitivamente il 13 settembre 1981.

## Tracce
Testi e musiche di Osbourne, Rhoads, Daisley, eccetto dove indicato.
1. I Don't Know – 5:16
2. Crazy Train – 4:50
3. Goodbye to Romance – 5:37
4. Dee – 0:50 (Rhoads)
5. Suicide Solution – 4:16
6. Mr. Crowley – 4:55
7. No Bone Movies – 3:52 (Osbourne, Rhoads, Daisley, Kerslake)
8. Revelation (Mother Earth) – 6:08
9. Steal Away (the Night) – 3:28

Tracce bonus nella riedizione del 2002
1. You Lookin' at Me, Lookin' at You – 4:20

Tracce bonus nell'edizione estesa del 2011
1. You Looking at Me, Looking at You – 4:15
2. Goodbye to Romance – 5:42 (edizioni musicali 2010 Guitar & Vocal Mix)
3. RR - Outtake from "Blizzard of Ozz" Sessions – 1:13 (Rhoads)

## Formazione
Gruppo
- Ozzy Osbourne - voce
- Randy Rhoads - chitarra
- Bob Daisley - basso, gong, cori
- Lee Kerslake - batteria, percussioni, timpani
- Don Airey - tastiera

Altri musicisti
- Louis Clark - violino (traccia 8)
- Robert Trujillo - basso (riedizione 2002)
- Mike Bordin - batteria (riedizione 2002)
- Tim Palmer - tastiera (riedizione 2002)

## Classifiche
| Classifica (1980) | Posizione massima |
| ----------------- | ----------------- |
| Regno Unito       | 7                 |
| Classifica (1981) | Posizione massima |
| Stati Uniti       | 21                |
| Classifica (1986) | Posizione massima |
| Nuova Zelanda     | 47                |
| Classifica (2021) | Posizione massima |
| Grecia            | 2                 |